# Aisin
Aisin Seiki Co Ltd — японская машиностроительная компания. Абсолютное большинство (96 % в 2008) продукции Aisin — комплектующие для автосборочных производств. Aisin входит в круг компаний, расквартированных в префектуре Айти, и зависимых от Toyota, но не подконтрольных ей напрямую (доля Toyota в их капитале составляет от 25 до 40 %).
В 2008 году 43 % сбыта Aisin приходилось на автомобильные трансмиссии; компания входит в «большую тройку» специализированных производителей автоматических трансмиссий (Aisin, BorgWarner, ZF). 20 % продукции — компоненты тормозных систем, 18 % — кузовные детали, 10 % — компоненты автомобильных двигателей. Помимо Toyota, компания поставляет комплектующие на заводы Audi, BMW, Skoda, Chrysler, Changan, Daimler, Ford, GAC, General Motors, Honda, Hyundai, Isuzu, Kia, Mazda, Mitsubishi, Nissan, Suzuki, Volvo,Yamaha. Toyota не ограничивает, а, напротив, поощряет поставки продукции Aisin на конвейеры конкурентов. Второстепенная продукция компании (суммарно 4 % сбыта) — энергетические установки, швейные машинки, оборудование для больниц и жизнеобеспечения инвалидов.
В 1997 году компания печально «прославилась» пожаром на заводе, производившем тормозные клапаны. Из-за прекращения поставок остановилось производство на заводах Toyota, выпускавших более 16 тысяч автомобилей в день; ежедневные убытки Toyota из-за простоя оценивались в 40 миллионов долларов США. Toyota сумела в течение нескольких дней мобилизовать производство клапанов на заводах 36 поставщиков и более 150 смежников, и через неделю после пожара вновь запустила конвейеры. Собственный же завод Aisin лишь через месяц после пожара вышел на 60 % от докризисного выпуска.
В 2010—2014 годы обороты, прибыль и рентабельность продаж компании стабильно росли. Долговая нагрузка компании типична для автомобильной отрасли, однако оборачиваемость дебиторской задолженности в 47,7 дней и оборачиваемость запасов в 28,6 дней — одни из худших в отрасли.